# یواس‌ان‌اس گروهبان کورتیز اف شوپ (تی-ای‌جی-۱۷۵)
یواس‌ان‌اس گروهبان کورتیز اف شوپ (تی-ای‌جی-۱۷۵) (به انگلیسی: USNS Sgt. Curtis F. Shoup (T-AG-175)) یک کشتی بود. این کشتی در سال ۱۹۴۵ ساخته شد.